# NGC 4237
NGC 4237 é uma galáxia espiral barrada (SBbc) localizada na direcção da constelação de Coma Berenices. Possui uma declinação de +15° 19' 24" e uma ascensão recta de 12 horas, 17 minutos e 11,4 segundos.
A galáxia NGC 4237 foi descoberta em 30 de Dezembro de 1783 por William Herschel.